# Бугарска на Летњим олимпијским играма 1896.
Бугарска је била једна од 14 држава на првим Олимпијским играма 1896. у Атини. Бугарска делегацију била је у саставу: Тодор Јончев, Панајот Белев, Илија Пенчев, Димитар Илиев и Шарл Шампо.. Спортски део делегације је представљао само један спортиста из Швајцарске, Шарл Шампо. Шампо је дуго боравио у Бугарској као један од 12 швајцарских наставника гимнастике ангажованих крајем XIX века, који су дошли на позив државе како би подучавали бугарске спортисте и тако побољшали квалитет гимнастичког спорта.
Шарл Шампо је учествовао у три гимнастичарске дисциплине. Није освојио медаљу, а његови резултати и пласман нису познати.

## Резултати по дисциплинама

### Гимнастика
Бугарска није освојила ни једну медаљу.
| Дисциплина        | позиција | Гимнастичар |
| ----------------- | -------- | ----------- |
|                   |          |             |
| Разбој            | –        | Шарл Шампо  |
|                   |          |             |
| Прескок           | 5        | Шарл Шампо  |
|                   |          |             |
| Коњ са хватаљкама | -        | Шарл Шампо  |
|                   |          |             |